# انامین

ساختار عمومی انامین‌ها که در آن R‌ها نشان دهنده یک زنجیر جانبی هستند.

انامین‌ها(به انگلیسی: Enamine) دسته‌ای از ترکیبات آلی غیراشباع هستند که در اثر تراکم یک آلدهید یا کتون با یک آمین نوع دوم حاصل می‌شوند. واژه انامین از دو واژه ان (En) که برگرفته از واژه آلکن است و واژه آمین (amine) که همان واژه آمین است، ساخته شده است.

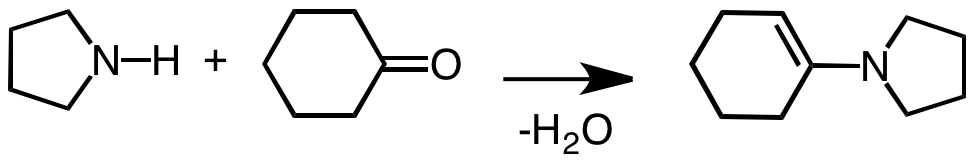
واکنش تراکمی منجر به تشکیل انامین.